# Bhagavad Gita

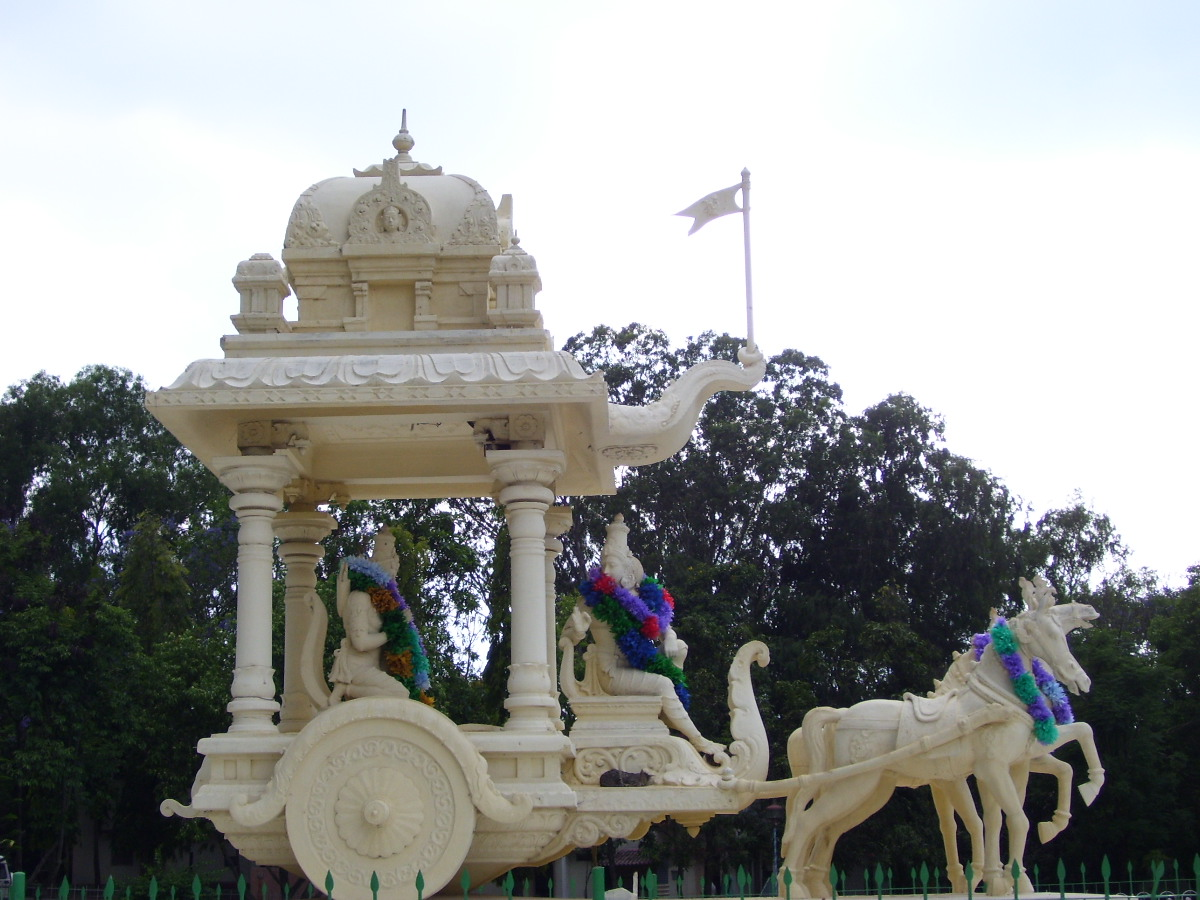
Krishna erteilt Arjuna eine philosophische Unterweisung (upadesha) in einem Streitwagen (ratha) auf dem mythologischen Schlachtfeld von Kurukshetra. Zementgussplastik in Tirumala

Die Bhagavad Gita (Sanskrit, f., भगवद् गी, bhagavan – der Erhabene, Gott, gītā – Lied, Gedicht; „der Gesang des Erhabenen“), respektvoll auch Shrimad Bhagavad Gita (Sanskrit: श्रीमद् भगवद् गी, IAST: śrīmad bhagavad gītā; „der Gesang des Höchsten Erhabenen“ oder „der hehre Gesang des Erhabenen“), aufgrund ihrer Popularität aber oft verkürzt nur Gita genannt, ist eine der zentralen Schriften des Hinduismus.
Sie hat die Form eines spirituellen Gedichtes und wird legendär dem Weisen Vyasa zugeordnet, der sie vor rund 5000 Jahren Ganesha zur Niederschrift diktiert haben soll. Real werden mehrere Autoren angenommen, der Entstehungszeitraum des Textes (vom Ursprung bis zur Fertigstellung in der heutigen Gestalt) ist wissenschaftlich umstritten, er liegt zwischen dem 5. Jahrhundert v. Chr. und dem 2./3. Jahrhundert n. Chr., zumindest wesentliche Teile dürften „wahrscheinlich“ aus dem 2. bis 1. Jh. v. Chr. stammen. Der Textinhalt ist eine Zusammenführung verschiedener Denkschulen des damaligen Indien auf Grundlage der älteren Veden (frühvedische Schriften ca. 1200 v. Chr. bis 900 v. Chr.), der Upanishaden (Spätvedische Schriften ca. 700 v. Chr. bis 500 v. Chr.), des orthodoxen Brahmanismus (ca. 800 v. Chr. bis 500 v. Chr.), des Yoga u. a. m., steht aber den Upanishaden gedanklich am nächsten.
Die Bhagavad Gita ist ein Teil des Mahabharata (Sanskrit: महाभारत, Mahābhārata [mʌhaːˈbʱaːrʌtʌ] „die große Geschichte der Bharatas“, sinngemäß auch „die große Geschichte Indiens“), der Schrift über die Familie Bharata (Sanskrit: भारत, bhārata [ˈbʱɑːɻət̪ə]) und deren Nachkommen, im Sinne des Epos vom Kampf der Bhāratas. Der Wagenlenker und Seher Sanjaya (Sanskrit: संजय, saṁjaya, „vollständiger Sieg“) schildert in dem Gesamtepos dem blinden König Dhritarashtra (Sanskrit: धृतराष्ट्र, dhṛtarāṣṭra; „Derjenige, der die Nation trägt“) von Kuru den Kampf der beiden Bharatafamilien, den („guten“) Pandavas und den („bösen“) Kauravas, um die Macht.
In der Bhagavad Gita bildet sich ein Zwiegespräch zwischen Krishna, einer irdischen Erscheinungsform von Vishnu, dem Lehrer, und Arjuna, dem Schüler, ab. Vishnu avancierte in der Zeit der Niederschrift des Werkes neben Shiva zu einem der Hauptgötter des Hinduismus. Krishna gilt als Avatara (Sanskrit: अवतार, avatāra; „Inkarnation, Herabkommen, Manifestation Gottes“), als Inkarnation des Gottes Vishnu auf Erden. In der Rahmenhandlung der Bhagavad Gita legt Krishna als Manifestation des Göttlichen dem jungen Krieger und Prinzen Arjuna auf dem Schlachtfeld zu Kurukshetra die Grundgedanken über das Leben dar. Hierbei zeigt er ihm sein göttliches Wesen und unterweist ihn in Verhaltensregeln zum Erkennen des Göttlichen.
Hindus betrachten die Lehren der Bhagavad Gita traditionell als Quintessenz der Veden. Beim Studium ergeben sich oft scheinbare Widersprüche: Während einige Stellen anscheinend einen Dualismus lehren – die Zweiheit von Natur und Geist, von Gott und Mensch –, lehren andere die Einheit. Durch diese unterschiedlichen Auslegungsmöglichkeiten ist das Gedicht Mittelpunkt für die verschiedensten Glaubensrichtungen. Doch „einen Widerspruch haben die I n d e r in dieser Kombination von Theismus und Pantheismus gar nicht gesehen“, das Gesamtziel der hinduistischen Weltanschauungen ist keine Analyse zwecks Separation, sondern Synthese und Integration, es geht nicht um die (Menge von) Information, sondern um die Transformation, „eine Umwandlung, die den Kern seines Wesens berührt“.
Die Bhagavad Gita ist als religiös-philosophisches Lehrgedicht in 18 Kapiteln mit 700 Versen überliefert, welches um das 2. Jahrhundert n. Chr. in das Nationalepos Mahabarata eingebunden wurde. Die hauptsächlich verwendete Strophenform ist das Shloka-Versmaß, das rezitiert oder besser gesungen werden kann, daher „Gita“. Sie zählt zu den Smriti (Sanskrit: स्मृति, smṛti f., „was erinnert wird“), das sind die Epen (Dichtung) Itihasa (Sanskrit: इतिहास, itihāsa m.; wörtlich: „so (Iti) wahrlich (ha) ist es gewesen (āsa)“), zu denen neben dem Mahabharata auch noch das Ramayana gerechnet wird.

## Formale Aspekte

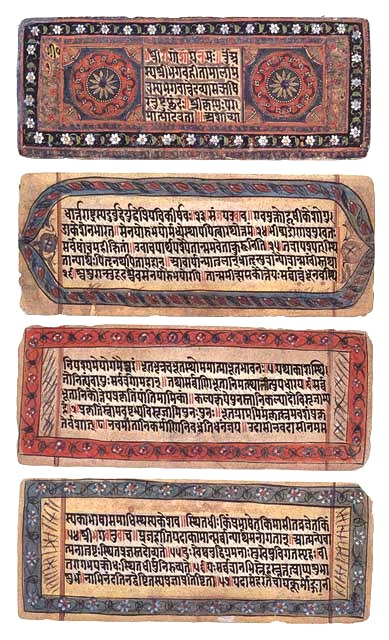
Vier Manuskripte der Bhagavad Gita aus dem 19. Jahrhundert

Die Gita, wie sie in Indien verkürzt genannt wird, besteht aus 700 Strophen, die auf 18 Gesänge bzw. Kapitel verteilt sind. Sie ist im etwa 100 000 Strophen umfassenden Epos Mahabharata ein Teil des 6. Buches, welches Bhishmaparva(n) (Sanskrit: भीष्म पर्व, bhīṣma parva; „Buch von Bhishma“) genannt wird; dessen Kapitel 25 bis 42 (nach anderer Zählung 23 bis 40) werden als eigenständig veröffentlichtes Werk, nämlich die Bhagavad Gita, neu von 1 bis 18 nummeriert.
Der Philosoph Yamunacharya (10./11. Jahrhundert n. Chr.) unterteilte die Schrift in seinem Kommentar Gitartha Sangraha (gītārtha saṅgraha; „Zusammenfassung der Bedeutung der Gita“) in drei Abschnitte mit je sechs Kapiteln, die er thematisch zuordnete. Ähnlich verfuhr der Advaita-Vedanta-Anhänger Madhusudana Sarasvati (ca. 1540–1640), bei dem Karma Yoga zum Bhakti Yoga führt, dieses dann zum Jnana Yoga. Das Gliederungsprinzip einer „internen“ inhaltlichen Dreiteilung wurde noch später von mehreren Autoren übernommen.
Alle 18 Kapitel sind ursprünglich ohne Titel und wurden über die Jahrhunderte mit diversen Überschriften durch die Kommentatoren und Übersetzer versehen.
Der größte Teil des Werkes besteht aus zwei Verszeilen, die aufeinander bezogen sind. Jede Verszeile setzt sich aus zwei achtsilbigen Reihen zusammen. Hier als Beispiel der 1. Gesang, Vers 47:
 evam uktvārjunaḥ saṅkhye   (acht Silben)

 rathopastha upāviśat,   (acht Silben)

 visṛjya sa śaraṁ cāpaṁ,   (acht Silben)

 śokasaṁvignamānasaḥ.   (acht Silben)
Und Arjuna sank leiderfüllt

Auf seines Wagens Sitz zurück,

Der Bogen glitt ihm aus der Hand,

Und Gram umflorte seinen Blick.
Das Shloka-Versmaß entstammt dem älteren Anuṣṭubh-Metrum und kommt ohne Reime aus. In einigen dramatischen Momenten wird jedoch das vedische Trishtubh-Metrum verwendet, wobei jede Zeile des Couplets Zweiviertelverse mit genau elf Silben hat, beispielsweise in Kapitel 11.15–50.
Auf den fragenden König Dhritarashtra entfällt nur der erste Vers, auf den ihm berichtenden Sanjaya (auch: Samjaya) sind es 41, auf den zögernden Helden Arjuna 84 und auf den belehrenden Krishna 574 Shlokas. Im Originaltext tragen Arjuna 21 und Krishna 29 (bzw. 30) verschiedene Beinamen.

## Krishna, der Lehrer
Es handelt sich um eine Selbstoffenbarung Krishnas, der sich vor Beginn eines großen Krieges, welchen das Mahabharata ausführlich beschreibt, auf dem Schlachtfeld von Kurukshetra dem Fürsten Arjuna als göttliches oder kosmisches Selbst zu erkennen gibt.

„Ich bin das Selbst, o Guḍākeśa [Arjuna],

befindlich im Herzen aller Wesen.

Ich bin Anfang, Mitte wie auch

Ende der Geschöpfe.“

In der hinduistischen Mythologie verkündete Krishna einst dem Sonnengott und Ordner aller Planeten, nämlich Vivasvat (auch: Vivasvān), die Botschaft der Bhagavad Gita, dieser gab sie weiter an Manu, den Vater der Menschheit, dieser dann an seinen Schüler, den Maharadscha Ikshvaku (Ikṣvāku), den König des Planeten Erde. Die „höchste Wissenschaft“ ging jedoch im Laufe der Zeit verloren, daher verkündete Krishna sie erneut, diesmal Arjuna  (Kap. 4.1).
Entsprechend der Mythologie leben wir jetzt im Kali-Yuga, dem „dunklen, schwarzen Zeitalter“, das nach Krishnas Tod begann (3102 v. Chr.). Es gibt eine weitere Überlieferung, nach der wir schon im nächsten Zeitalter, dem Dvapara-Yuga, sind. Von Krishna heißt es, er sei gekommen, um den Menschen jene ethischen und philosophischen Unterweisungen zu geben, die für die Zeit dieses Yuga notwendig seien. In Kapitel 4.6–8 verspricht Krishna, immer wieder zu inkarnieren, um Gesetz und Ordnung des Dharma in der Welt zu gewährleisten:

„Obgleich ich ungeboren bin, weil mein Selbst unzerstörbar ist,

obwohl ich der Herr der Wesen [īśvaraḥ] bin,

verfüge ich doch über meine eigene Natur [prakṛiti]

und entstehe so durch meine Schöpfermacht [māyā] stets neu.

Immer wenn die Weltordnung [dharma] niedergeht

und Unordnung zunimmt,

du Nachkomme des Bharata,

dann schaffe ich mich selbst;

Als Zuflucht für die Gerechten

und zur Vernichtung der Übeltäter,

um die Weltordnung wiederherzustellen,

entstehe ich von Zeitalter zu Zeitalter [yuga].“

Krishna kommt in der Bhagavadgita, je nach Kontext, unterschiedliche Bedeutung zu: Einmal wird er als das kosmische Selbst angesehen, das alles Lebende durchdringt; ein anderer Aspekt ist die Bedeutung als innere Göttlichkeit, die eine Reflexion des kosmischen Selbstes in jedem Lebewesen ist. Eine dritte Funktion ist die des spirituellen Lehrers.

## Hintergrund

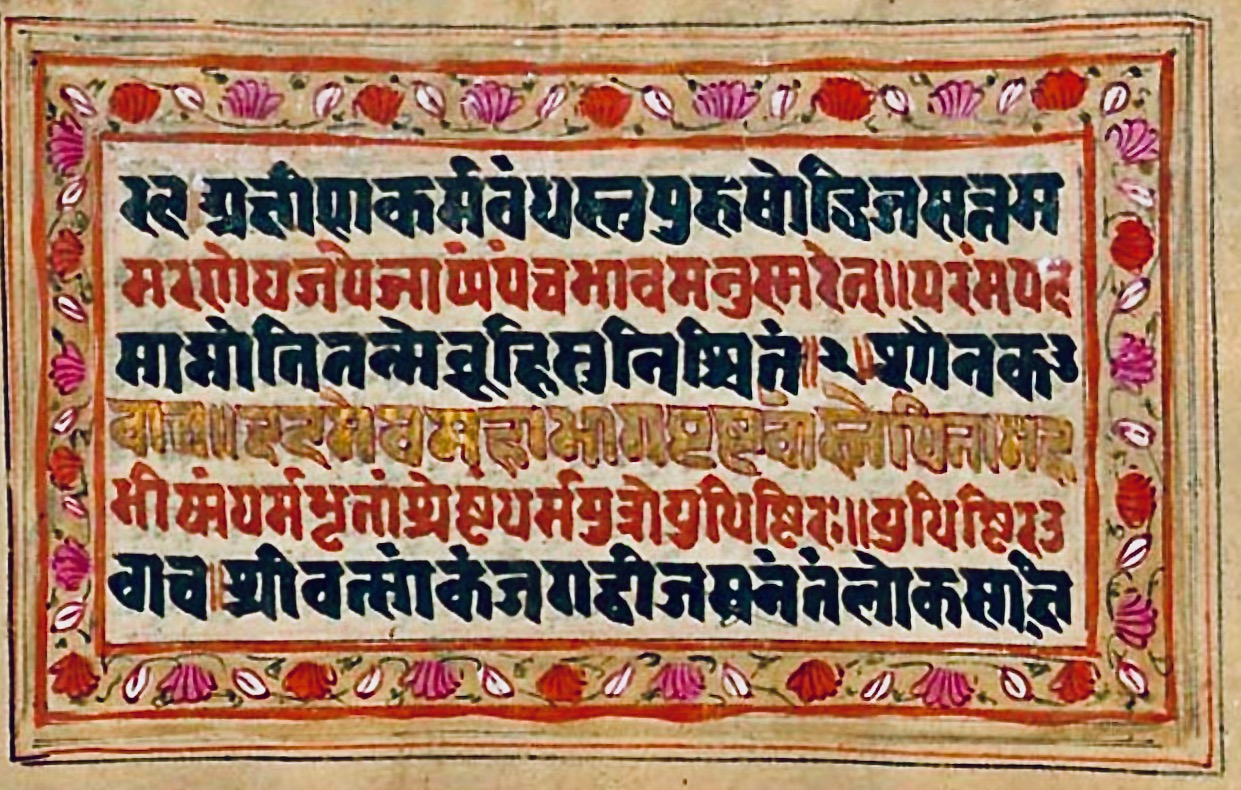
Kopie eines älteren Sanskrit-Manuskripts, Anfang 19. Jahrhundert. Schøyen Collection

Die Bhagavad Gita fußt auf den Grundlagen der älteren Veden, so den frühvedischen Schriften, dem orthodoxen Brahmanismus, Schriften des Yogas, aber insbesondere den Upanishaden als Spätvedische Schriften. Letztere beschäftigten sich mit der Essenz der vier Veden und bildeten so die Grundlage des Vedanta. Ursprünglich entwickelten sich zu den einzelnen Veden entsprechende Schulen, sodass verschiedene Vedaschulen (Shakhas, Sanskrit शाखा śākhā) existierten. Aus einer dieser Schulen bzw. Lehrmeinungen stammten die Upanishaden. In ihnen werden die Begriffe Brahman und Atman weiter ausgeformt. Alles Existierende ist gegenüber dem Absoluten eine Täuschung, eine Illusion (Maya). Maya des verblendeten Egos, das die Realität als nur psychisch und mental versteht und das wahre Selbst, das Atman, das eins mit Brahman ist, nicht erkennt. Um Moksha (Erlösung) zu erreichen, muss der Zustand der Maya überwunden werden.
In den Upanishaden wird das wahre Selbst des Menschen, das Atman, identisch mit dem Absoluten, dem eigentlich Wirklichem, dem Unbenennbaren (Brahman) gesehen. Brahman ist ein apersonales Konzept des Göttlichen, das keinen Schöpfer und keinen Demiurg beinhaltet, es wird als Urgrund des Seins vorgestellt, ohne Anfang und ohne Ende. Brahman ist nicht definierbar in Raum und Zeit. Das Selbst der Upanishaden ist aber nicht das Ego, das Ich des alltäglichen Bewusstseins. So wird in den Kapiteln 1–6 der Bhagavad Gita das Handeln zum Thema haben (Karma Yoga Sanskrit: कर्मयोग karmayoga m.), das wiederum im Wissen um die Wirklichkeit des Atman gründet, damit der Adept in der Verwirklichung des wahren Selbst voranschreiten kann.
In der Bhagavadgita beschrieb Krishna dem Helden Arjuna das Brahman wie folgt:

„Von Sinnesbanden unbeschränkt, / Erglänzt es wie durch Sinneskraft. / Es trägt das All, und unberührt / Genießt es jede ‚Eigenschaft‘. 
 Ist in und außerhalb der Welt, / Fest und beweglich, Arjuna, / So fein, dass niemand es gewahrt. / Es ist zugleich entfernt und nah. 
 Zerteilt durchdringt die Wesen es / Und bleibt in Wahrheit ungeteilt, / Erhält ihr Sein durch seine Kraft, / Schafft und zerstört sie unverweilt. 
 Das ‚Licht der Lichter‘ heißt man es, / Das jenseits alles Dunkels thront, / Erkennen und Erkenntnisziel; / In jedes Wesens Herz es wohnt.“

Krishna unterscheidet zwischen Wirklichem und Nichtwirklichem. Das Wirkliche ist Atman, das Sein selbst, das Gewahrsein, reines Bewusstsein, das unerkennbar, unmanifestiert und unzerstörbar ist. Das Nichtwirkliche ist die gewöhnlich wahrgenommene Welt. Als Identifikation mit dem Körper, die durch das Ego hervorgerufen wird entsteht die Täuschung (Maya), dass die Welt wirklich ist. In allen Wesen, in allem Seienden ist Atman enthalten und damit ist alles göttlich. Atman ist in allem, aber es ist kein Teil von ihm. Die Schwierigkeit besteht in der Unterscheidung zwischen der Welt, dem Nichtwirklichen und dem Göttlichen, dem Wirklichen. Durch die Weisheit der Unterscheidung von Wirklichem und Nichtwirklichem erlangt man Glückseligkeit.
Die Lehren der Bhagavad Gita sind eingebettet in den umfangreichen, episch-dramatischen Kontext des Mahabharata. Die Söhne des Fürsten Pandu werden von ihrem Onkel Dhritarashtra aus dem Stamm der Kurus und von dessen Söhnen um ihren rechtmäßigen Thronanspruch betrogen und immer wieder Verfolgungen ausgesetzt. Schließlich steht auf dem „Felde des Rechtes“ (Sanskrit: धर्मक्षेत्र, dharmakṣetra n., „Feld des Dharma“) von Kurukshetra („Feld der Kurus“) der große Kampf der Heere bevor. Arjuna, der dritte der Söhne des Pandu, befindet sich in einem persönlichen Konflikt zwischen der Zuneigung zu seinen Verwandten auf der Gegenseite und seiner Pflicht als Fürst und dem rechtmäßigen Anspruch seiner Familie auf Land und Thron. Er ist „von Furcht überwältigt“ und weigert sich zu kämpfen. Auf seinem Streitwagen (Ratha) ist Krishna als Wagenlenker. Dieser versucht Arjuna durch religiös-philosophische Unterweisung aus seinem Zwiespalt zu befreien und zum Kampf zu bewegen.
Mag es auch einen historischen Hintergrund für diese Schlacht geben, der Text der Bhagavad Gita ist nicht als geschichtlich treue Wiedergabe zu betrachten. Viele Hindus sehen ihn als Allegorie. Eine mögliche und weit verbreitete Sichtweise ist, dass es sich um ein Zwiegespräch handelt zwischen der inneren Göttlichkeit, verkörpert durch Krishna, und der menschlichen Seele, die Arjuna darstellt: der Kriegsschauplatz sei das Leben, und die feindlichen Heerscharen, gegen die Arjuna antreten muss, verkörperten die menschlichen Schwächen, die besiegt und überwunden werden müssten. Neben dieser sich auf das Individuum beziehenden Lesart ist es möglich, der Bhagavad Gita eine Deutung zu geben, die sich auf die Menschheit als Ganzes bezieht. In dieser evolutionären Anschauung ist der Kampf ein Aufeinandertreffen der asurischen, egoistischen Kräfte mit denen der göttlichen Ordnung. Arjuna und seine Mitstreiter werden in diesem Bemühen von Krishna, dem Avatar, angeführt und unterstützt.
Das Bild der Kutsche mit Krishna als Wagenlenker und dem verzweifelten Arjuna ist ein bekanntes und weit verbreitetes Motiv darstellender Kunst und als Wandschmuck in vielen Hindu-Haushalten zu finden. Eine populäre Auslegung dieses geistigen Bildes enthält der Katha-Upanishad (Teil 1, Gesang 3, Verse 3–4):

„Den Ātman erkenne als den Wagenfahrer!

Der Körper (śarīra) aber ist der Wagen.

Das Erkenntnisorgan (buddhi) erkenne als den Wagenlenker!

Und das Denkorgan (manas) ist wahrlich der Zügel.

Die Sinnesorgane (indriyānī) nennt man die Rosse,

Die Sinnesobjekte (viṣaya) sind deren Tummelplatz.“

## Spirituelle Tradition
Die Bhagavad Gita fußt auf einer spirituellen Tradition, die sich von den ältesten indischen Verssammlungen, dem Rig-Veda bis hin zu den Upanishaden, erstreckt. Sie akzeptiert dabei im Grundsatz diese, missbilligt aber auch bestimmte Vorstellungen und geht in ihren höchsten Inspirationen über das vergangene Wissen hinaus. Insbesondere gibt sie Bhakti-Yoga und Karma Yoga eine neue, bisher ungenannte Wertschätzung.
Im zweiten Gesang der Gita wird eine Geisteshaltung kritisiert, die sich durch rituelle Opfer an die Götter ein besseres Leben im Jetzt und im späteren Jenseits erwerben will.
Es heißt:
…

Und töricht sich dem Blumenwort

Der heilgen Veden anvertraut,

…

Wer voll von Wahn Genuss erstrebt

Und himmlische Glückseligkeit,

Gelangt niemals, o Prithas Sohn,

Zur Ruhe und Beständigkeit.
Stattdessen pocht sie auf die Wahrheit, die in eigener Selbsterkenntnis gewonnen wird.
Den Nutzen, den ein Brunnen hat,

Wenn rings ist überschwemmt das Land,

Nur solchen Nutzen hat die Schrift

Für den, der höchste Weisheit fand.
Formulierungen aus den Upanishaden, die ihrerseits ebenfalls die älteren Schichten der Veden kritisierten, werden stattdessen nahezu wortwörtlich wiedergegeben.
So zitiert sie Stellen aus dem Śvetāśvatara-Upanishad und dem Katha-Upanishad.
Den Weg der Askese lässt die Bhagavad Gita zwar gelten; gibt aber ihrerseits einem Tätigsein in der Welt den Vorzug. So heißt es in Kapitel 5.2:
Entsagung zwar und Tätigkeit,

Sie führen beide wohl zum Heil,

Doch wird vor dem Entsagenden

Dem Tätigen der Preis zuteil.

## Kurzübersicht
- 1. Gesang Niedergeschlagenheit. Die Bhagavad Gita beginnt mit der Darstellung des Schlachtfelds von Kurukshetra. Zwei riesige Armeen, die unterschiedliche Loyalitäten und Ideologien vertreten, stehen sich in einem katastrophalen Krieg gegenüber. Bei Arjuna ist Krishna, nicht als Teilnehmer am Krieg, sondern nur als sein Wagenlenker und Ratgeber. Arjuna bittet Krishna, den Wagen zwischen den beiden Armeen zu bewegen, damit er diejenigen sehen kann, die „begierig auf diesen Krieg sind“. Er sieht Familie und Freunde auf der Seite des Feindes. Arjuna ist verzweifelt und in Sorge. Die gestellte Frage lautet: Ist es moralisch richtig zu töten? Dieses und andere moralische Dilemmata im ersten Kapitel sind in einem Kontext angesiedelt, in dem bereits das Hindu-Epos und Krishna ahimsa (Gewaltlosigkeit) als höchste und göttliche Tugend des Menschen gepriesen haben. Der Krieg fühlt sich für Arjuna böse an, und er stellt die Moral des Krieges in Frage. Er fragt sich, ob es edel ist, zu verzichten und wegzugehen, bevor die Gewalt beginnt, oder ob er kämpfen soll, und wenn ja, warum.

- 2. Gesang Yoga der Erkenntnis. Das zweite Kapitel beginnt mit den philosophischen Diskussionen und Lehren, die in der Bhagavad Gita zu finden sind. Der Krieger Arjuna, dessen Vergangenheit sich darauf konzentrierte, die Fähigkeiten seiner Pflicht als Krieger zu erlernen, steht nun einem Krieg gegenüber, an dem er zweifelt. Voller Selbstbeobachtung und Fragen nach dem Sinn und Zweck des Lebens befragt er Krishna über die Natur des Lebens, das Selbst, den Tod, das Leben nach dem Tod und darüber, ob es einen tieferen Sinn und eine tiefere Wirklichkeit gibt. Krishna belehrt Arjuna über die ewige Natur der Seele (atman) und die vorübergehende Natur des Körpers und rät ihm, seine Aufgabe als Krieger mit Gelassenheit und ohne Kummer zu erfüllen. Er appelliert dann weiter an seine Ehre als Krieger und dass es seine Pflicht sei, einen gerechten Kampf zu führen. Allgemeiner führt er aus, dass eine Tat in Gleichmut und Andacht geschehen soll und ohne auf den Erfolg der Tat zu spekulieren. Er soll seine Sinne bändigen und auf den Höchsten schauen. Das Kapitel fasst somit die hinduistische Vorstellung von Wiedergeburt, Samsara, dem ewigen Selbst in jedem Menschen (atman), dem universellen Selbst, das in jedem Menschen gegenwärtig ist, den verschiedenen Arten von Yoga, der Göttlichkeit im Inneren, der Natur der Erkenntnis des Selbst und anderen Konzepten zusammen. Die Ideen und Konzepte des zweiten Kapitels spiegeln den Rahmen der Samkhya- und Yoga-Schulen der Hindu-Philosophie wider. Dieses Kapitel ist ein Überblick über die restlichen sechzehn Kapitel der Bhagavad Gita. Mahatma Gandhi lernte die letzten 19 Verse des zweiten Kapitels auswendig und betrachtete sie als seinen Wegbegleiter in seiner gewaltlosen Bewegung für soziale Gerechtigkeit während der Kolonialherrschaft.

- 3. Gesang Yoga des Handelns (Karma Yoga). Nachdem er Krishnas spirituellen Lehren in Kapitel 2 zugehört hat, wird Arjuna noch verwirrter und kehrt zu seiner misslichen Lage zurück. Er fragt sich, ob das Kämpfen im Krieg nicht doch „nicht so wichtig“ ist, wenn man Krishnas Überblick über das Streben nach spiritueller Weisheit bedenkt. Krishna antwortet, dass es keine Möglichkeit gibt, Handlungen (Karma) zu vermeiden, da die Enthaltung von der Arbeit auch eine Handlung ist. Krishna erklärt, dass Arjuna verpflichtet ist, seine Pflicht (dharma) zu verstehen und zu erfüllen, denn alles ist durch das Gesetz von Ursache und Wirkung miteinander verbunden. Jeder Mann oder jede Frau ist durch Aktivität gebunden. Wer selbstsüchtig handelt, schafft die karmische Ursache und ist dadurch an die Wirkung gebunden, die gut oder schlecht sein kann. Diejenigen, die selbstlos für die richtige Sache handeln und danach streben, ihre dharmische Pflicht zu erfüllen, tun Gottes Werk. Diejenigen, die ohne Verlangen nach Früchten handeln, sind frei von karmischen Wirkungen, weil die Ergebnisse sie niemals motivieren. Was auch immer das Ergebnis ist, es beeinflusst sie nicht. Ihr Glück kommt von innen, und die äußere Welt stört sie nicht. Nach Flood und Martin wird ab Kapitel 3 „eine theologische Antwort auf Arjunas Dilemma“ entwickelt.[27]

- 4. Gesang Göttliche Erkenntnis. Krishna, der Avatar, erklärt, dass er bereits viele Geburten durchlebt hat und immer wieder diese unvergängliche Lehre des Yoga verkünde zum Schutz der guten Menschen und zu der Bösen Untergang. Und wer diese Wahrheit wirklich erkannt habe, werde nicht wiedergeboren und gelange zu ihm. Weiterhin sagt er, dass man dem Brahman auf viele Arten opfern könne, doch das Opfer der Erkenntnis sei das beste Opfer. Denn durch diese Erkenntnis erkenne man alle Wesen im Selbst und dann in ihm. Wann immer das Dharma nachlässt und der Mensch den Sinn des Lebens vergisst, sagt Krishna, kehrt er zurück, um das Dharma wiederherzustellen. Jedes Mal, wenn er zurückkehrt, lehrt er über das innere Selbst in allen Wesen. Die späteren Verse des Kapitels kehren zurück zur Diskussion über motivloses Handeln und die Notwendigkeit, die richtige Handlung zu bestimmen, sie als das eigene Dharma (Pflicht) auszuführen und dabei auf die Ergebnisse, Belohnungen und Früchte zu verzichten. Die gleichzeitige äußere Handlung mit innerer Entsagung, sagt Krishna, ist das Geheimnis des Lebens in Freiheit. Handeln führt zu Wissen, während selbstloses Handeln zu spirituellem Bewusstsein führt, sagen die letzten Verse dieses Kapitels. Das 4. Kapitel ist das erste Mal, wo Krishna beginnt, Arjuna seine göttliche Natur zu offenbaren. Auch stellt er zum ersten Mal das Konzept des Gurus und dessen Wichtigkeit vor, indem er in Vers 4.34. sagt: „Man sollte sich einem spirituellen Meister mit tiefer Hingabe, umfassender Erkundung und liebendem Dienst hingeben. Solche verwirklichten Seelen können dich unterweisen, denn sie haben die Wahrheit gesehen.“[28][29]

- 5. Gesang Entsagung oder Yoga der Werke. Arjuna fragt, was denn nun besser sei, sich der Tat zu enthalten oder die Tat zu üben. Krishna antwortet, dass beide Wege Heil bringen, doch höher als die Entsagung der Tat sei der Yoga des Wirkens zu bewerten. Beide Wege führten zum Ziel, doch sei wahrhafte Entsagung ohne Yoga nur schwer zu erreichen. Wer aber im Yoga lebend seine Sinne bezwungen habe und mit aller Wesen Seele eins sei, werde durch sein Handeln nicht verstrickt. Und wer Brahman als den Herrn der Welt erkannt habe, der alle Opfer und Anstrengung mit Freuden annehme, gelange zum wahren Frieden. In den letzten Versen des Kapitels heißt es, dass die, die Selbstverwirklichung erreicht haben, ohne Angst, Zorn oder Verlangen leben. Sie sind innerlich frei, immer. Kapitel 5 weist Anzeichen für Einschübe und innere Widersprüche auf. Zum Beispiel, so Arthur Basham, heißt es in den Versen 5.23-28, dass das spirituelle Ziel eines Weisen die Verwirklichung des unpersönlichen Brahman ist, doch im nächsten Vers 5.29 heißt es, dass das Ziel die Verwirklichung des persönlichen Gottes ist, der Krishna ist.[30]

- 6. Gesang Yoga der Besinnung. Das Kapitel beginnt als Fortsetzung von Krishnas Lehren über selbstlose Arbeit und die Persönlichkeit eines Menschen, der auf die Früchte verzichtet hat, die in Kapitel 5 zu finden sind. Krishna sagt, dass solche selbstverwirklichten Menschen unparteiisch gegenüber Freunden und Feinden sind, jenseits von Gut und Böse stehen und denen, die sie unterstützen oder sich ihnen entgegenstellen, gleich gesonnen sind, weil sie den Höhepunkt des Bewusstseins erreicht haben. Weiterhin beschreibt Krishna Arjuna die rechte Körperhaltung für die Meditation und nennt ihm den rechten Lebenswandel für Arbeiten, Essen und Schlafen. Er sagt, dass sich durch die rechte Andachtshaltung Gedanken und Sinnenerregung allmählich beruhigen. Dann kann durch das beständige, achtsame Leben im Selbst das Brahman-Nirvana erreicht und damit grenzenloses Glück erlangt werden. Die Verse 6.10 und folgende fassen die Prinzipien von Yoga und Meditation in einem Format zusammen, das Patanjalis „Yogasutra“ ähnelt, aber einfacher ist als dieses. Es wird erörtert, wer ein wahrer Yogi ist und was es braucht, um den Zustand zu erreichen, in dem man niemandem Böses will. Vers 6.47 unterstreicht die Bedeutung des Glaubens der Seele und des liebenden Dienstes an Krishna als höchste Form des Yoga.

- 7. Gesang Yoga der Erkenntnis und Weisheit. Krishna verkündet Arjuna, wie er, Yoga übend, Herz und Sinne auf ihn gerichtet, das Wissen vollständig erlangen kann (was nur wenigen gelingt). Er sagt, dass er in seiner niederen Natur die materielle Welt darstellt, in seiner höheren Natur aber alles aus ihm stammt, von ihm erhalten wird und alles Sein in ihm ist; er aber nicht in ihr. Wer zu einer Gottheit strebt, dem wird zuteil, was er verlangt. Wer sich aber ihm zuwendet, überwindet das Scheinbild der Natur und gelangt zu ihm, dem Ungeborenen, Ewigen – auch im Sterben. Das Kapitel erklärt des Weiteren, dass das Böse die Folge von Unwissenheit und Anhaftung an das Unbeständige, die schwer fassbare Maya (Illusion der Trennung von Prakriti und Purusha), ist. Maya wird als schwer zu überwinden beschrieben, aber diejenigen, die sich auf Krishna verlassen, können Maya leicht überwinden und Moksha erlangen. Er besagt, dass Selbsterkenntnis und Vereinigung mit Purusha (Krishna) das höchste Ziel jeglichen spirituellen Strebens sind.

- 8. Gesang Das höchste Göttliche. Das Kapitel beginnt damit, dass Arjuna Fragen stellt, z. B. was Brahman ist und was die Natur des Karma ist. Krishna erklärt, dass seine eigene höchste Natur das unvergängliche Brahman ist und dass er in jedem Geschöpf als adhyatman lebt. Jedes Wesen hat einen unbeständigen Körper und ein ewiges Selbst, und „Krishna als Herr“ lebt in jedem Lebewesen. Das Kapitel erörtert die Kosmologie, die Natur des Todes und der Wiedergeburt. Dieses Kapitel enthält die Eschatologie der Bhagavad Gita. Die Bedeutung des letzten Gedankens vor dem Tod, die Unterschiede zwischen der materiellen und der spirituellen Welt sowie die hellen und dunklen Pfade, die ein Selbst nach dem Tod einschlägt, werden beschrieben. Krishna rät Arjuna, den Geist durch Yoga, einschließlich Pranayama und das Singen des heiligen Mantras „Om“, auf die höchste Gottheit im Herzen zu konzentrieren, um die Konzentration auf Krishna zum Zeitpunkt des Todes sicherzustellen. Wer seinen Körper verlässt und zur Zeit seines Endes in Gedanken an mich weitergeht, erlangt meinen Seinszustand. Wer dieses Denken zu allen Zeiten geübt hat, geht in mein Wesen ein; darüber kann kein Zweifel bestehen.

- 9. Gesang Das Königswissen. Kapitel 9 beginnt damit, dass Krishna seine Rede fortsetzt, während Arjuna zuhört. Krishna erklärt, dass er überall und in allem in einer unmanifestierten Form ist, aber in keiner Weise durch sie begrenzt wird. Äonen enden, alles löst sich auf, und dann erschafft er einen neuen Äon und unterwirft ihn den Gesetzen der Prakriti (Natur). Er setzt sich selbst mit dem Vater und der Mutter des Universums gleich, mit dem „Om“, den drei Veden, dem Samen, dem Ziel des Lebens, der Zuflucht und der Manifestation von allem. Krishna fordert von Arjuna, gut zuzuhören, und spricht: Die Welt ist ausgespannt durch mich, alle Wesen sind in mir. Den Weg zu mir zu üben ist kinderleicht; doch ist es notwendig zu glauben, sonst verfehlt man mich. Ich bin zu allen Menschen gleich; doch die liebend mich verehren, die sind in mir und erreichen die höchsten Seinszustände. Selbst ein großer Sünder, der mich verehrt, wird bald ein frommer Mann und geht zu ewigem Frieden ein. Wer sich mir liebend zuwendet, geht unabhängig von seiner Geburt, seinem Geschlecht oder seiner Kaste einstmals zu mir ein.
- 10. Gesang Yoga der Offenbarung. Arjuna ist von den Offenbarungen Krishnas tief beeindruckt und will wissen, in welchem Zustand des Seins er den „Herrlichen“ erkennen soll. Krishna antwortet, dass der „Höchste“ keine Grenzen habe und er deshalb nur das Wichtigste aufzähle. Dann zählt er die Namen von Göttern, mythischen Gestalten und berühmten Menschen der Vergangenheit auf. Er sagt, dass der „Himmlische“ die Seele der Welt sei und in aller Wesen Herz zu finden sei. Weiterhin nennt er Namen von Pflanzen und Tieren, erwähnt Begriffe aus Kunst und Wissenschaft. Er schließt mit der Aussage, dass er, mit einem Teil seiner selbst, dieses Weltall erschaffen habe und dass immer dann, wenn ein herrliches Geschöpf in der Welt sei oder ein Wesen von Wissensmacht, Stärke und Schönheit sich zeige, dies ein besonderer Ausdruck seiner Größe und Kraft und seines Lichtes sei. (Theorie der Vibhutis)

- 11. Gesang Schau der göttlichen Gestalt. Arjuna wünscht von Krishna, mit eigenen Augen den Ewigen zu sehen. Der Erhabene „verleiht“ ihm daraufhin ein „himmlisches“ Auge, damit er die Allgestalt (Vishvarupa) des höchsten Gottes Vishnu bzw. Krishna erkennen kann. Arjuna schaut die göttliche Gestalt, mit dem Antlitz allerwärts gewandt, wie wenn das Licht von tausend Sonnen am Himmel plötzlich hervorbräche. Und er sieht weder Ende, Mitte noch Anfang. Und er sieht die Götter und die Schar der Wesen in ihm enthalten. Er sieht den Herrn der Götter und des Alls auch als den Herrn der Zeit, der seine Geschöpfe in seinem „Rachen“ verschlingt. Und er sieht, wie die Menschen voller Hast zum Untergang eilen. Und der Erhabene sagt, dass auch die Kämpfer alle dem Tod verfallen sind. Und er, Arjuna, sei sein Werkzeug, um jene zu töten, die bereits durch ihn „getötet“ sind. Arjuna faltet seine Hände zitternd und verehrt den Höchsten.

- 12. Gesang Yoga der liebevollen Hingabe (Bhakti-Yoga). Arjuna fragt, welche Gläubigen von Gott bevorzugt würden – diejenigen, die Gott als gestaltlos betrachten und verehren, oder diejenigen, die Gott den Allmächtigen in einer offenbarten Gestalt verehren? Krishna erklärt beide Arten der Verehrung als gleichermaßen gut, doch erfordere es mehr Mühsal, sich dem Unsichtbaren zu weihen. Leichter sei es für denjenigen, der sein Denken ganz in ihn versenke. Wenn er dies nicht könne, soll er die Andacht eifrig üben; sei er auch dazu zu schwach, soll er sein Tun ihm weihen; könne er auch dies nicht leisten, soll er andachtsvoll auf die Früchte aller Taten verzichten. Der Text besagt, dass die Kombination von „Handlung und innerer Entsagung“ mit der Liebe zu Krishna als persönlichem Gott zum Frieden führt. In den letzten acht Versen dieses Kapitels erklärt Krishna, dass er diejenigen liebt, die Mitgefühl für alle Lebewesen haben, sich mit allem zufriedengeben, was ihnen widerfährt, und ein losgelöstes Leben führen, das unparteiisch und selbstlos ist, unberührt von flüchtigem Vergnügen oder Schmerz, weder nach Lob gierend noch durch Kritik niedergeschlagen werden.[31]

- 13. Gesang Das Feld (kshetra) und der Kenner des Feldes (kshetrajna). Leib und die gesamte Natur werden von Krishna als das Feld bezeichnet. Der Feldkenner sei der Geist, der diesen Leib beseelt. Krishna sagt von sich selbst, dass er alle Felder hier kenne. Das Feld verändere sich zu jeder Zeit, und nur durch Gleichmut gegen Äußeres und vollkommene Hingebung an ihn könne das anfanglose, höchste Brahman erreicht werden. Dieses höchste Brahman sei innerhalb und außerhalb der Welt, zugleich fern und nah und doch so fein, dass niemand (mit Sinnen) es wahrnehme. Es wohne im Herzen jedes Wesens und bleibe doch in Wahrheit ungeteilt. Krishna beschreibt also den Unterschied zwischen dem vergänglichen, verderblichen physischen Körper (kshetra) und dem unveränderlichen, ewigen Selbst (kshetrajna). Sein Vortrag erklärt den Unterschied zwischen ahamkara (Ego) und atman (Selbst), von dort aus zwischen individuellem Bewusstsein und universellem Bewusstsein. Das Wissen um das eigene wahre Selbst ist mit der Verwirklichung des Selbst verbunden. Das 13. Kapitel der Bhagavad Gita bietet die klarste Darstellung der Samkhya-Philosophie, so Basham, indem es den Unterschied zwischen dem Feld (der materiellen Welt) und dem Wissenden (dem Selbst), prakriti und purusha, erklärt.[32] Nach Miller ist dies das Kapitel, das „das Schlachtfeld als den menschlichen Körper neu definiert, den materiellen Bereich, in dem man darum kämpft, sich selbst zu erkennen“, wobei die menschlichen Dilemmas als „symbolisches Feld der inneren Kriegsführung“ dargestellt werden.

- 14. Gesang Über die drei Gunas. Alle Gedanken, Worte und Handlungen sind erfüllt von sattva (Wahrhaftigkeit, Reinheit, Klarheit), rajas (Bewegung, Energie, Leidenschaft) oder tamas (Finsternis, Trägheit, Stabilität). Wer alles, was existiert, als Zusammenwirken dieser drei Seinszustände begreife, der könne Erkenntnis gewinnen. Auf die Frage von Arjuna, wie er denjenigen erkenne, der die drei Gunas besiegt habe, antwortet Krishna: Wer ruhig und gefasst bleibt beim ‚Auftauchen’ eines Gunas stets den Gleichmut bewahrt, standhaft ist in Freud und Leid, wer gleich sich bleibt, wenn man ihn schmäht oder bewundert, wer jeder Tat (aus dem Ich) entsagt, der löst sich aus der Macht der Gunas. Ebenso gelingt dies demjenigen, der in unbeirrbarer Liebe nach mir sucht. Auch er gelangt über die drei Gunas hinaus und kann zu Brahman werden.

- 15. Gesang Yoga des Höchsten Geistes. Es folgt das Bild eines Baumes mit Wurzeln im Himmel, ohne Anfang und ohne Ende. Es ist notwendig, dessen Triebe (Sinnesdinge), Äste und die feste Wurzel mit dem Beil des Gleichmuts und der „Nicht-Anhänglichkeit“ zu fällen und den unbeweglichen Geist (Brahman) zu erreichen. Später heißt es dann, dass das höchste Selbst (Purushottama) größer ist als dieser unwandelbare Geist (akshara) und auch größer ist als der Geist, der zu den Dingen ward (kshara). Er sei es nämlich, der diese ganze Dreiwelt trage und als Herr durchwalte und umspanne. Wer dies wahrhaft erkenne, habe das letzte Ziel erreicht.

- 16. Gesang Yoga der Unterscheidung. Krishna nennt zwei Arten der menschlichen Natur, von denen die eine zu Glück und die andere zu Leid führt. Krishna identifiziert diese menschlichen Eigenschaften als göttlich bzw. dämonisch. Er erklärt, dass Wahrhaftigkeit, Selbstbeherrschung, Aufrichtigkeit, Liebe zu anderen, der Wunsch, anderen zu dienen, Losgelöstheit, Vermeidung von Ärger, Vermeidung von Schaden für alle Lebewesen, Fairness, Mitgefühl und Geduld Kennzeichen der göttlichen Natur sind. Das Gegenteil davon sind dämonische Eigenschaften, wie Grausamkeit, Eitelkeit, Heuchelei und Unmenschlichkeit, sagt Krishna.[33] Menschen von dämonischer (asurischer) Wesensart sagen, es gibt kein sittliches Gesetz. Allein die Lust regiere die Welt. Von Gier und Zorn durchbebt verschmähen sie den Gott, der in ihnen und den anderen lebt. Sie sinken herab zum tiefsten Ort und finden mich nie. Du aber, Arjuna, bist von göttlicher Wesensart. Darum handele stets so, wie es das Dharma verlangt.

- 17. Gesang Dreigeteiltheit des Glaubens. Krishna qualifiziert verschiedene Aspekte des menschlichen Lebens, einschließlich Glaube, Gedanken, Taten und Essgewohnheiten, in Bezug auf die drei Gunas (Modi): Sattva (Güte), Rajas (Leidenschaft) und Tamas (Unwissenheit). Krishna erklärt, wie diese Modi verschiedene Aspekte des menschlichen Verhaltens und der Spiritualität beeinflussen und wie man sich auf den Modus des Guten ausrichten kann, um auf seiner spirituellen Reise voranzukommen. Im letzten Vers des Kapitels wird betont, dass echter Glaube (Shraddha) für spirituelles Wachstum unerlässlich ist. Handlungen ohne Glauben sind bedeutungslos, sowohl im materiellen als auch im spirituellen Bereich, was die Bedeutung des Glaubens auf der spirituellen Reise unterstreicht. Neben dem Shastra (Gesetz, Ordnung, Wissenschaft) ist es also der Glaube, der das Leben eines Menschen bestimmt. Auch der Glaube ist ebenso wie die Nahrung, das Opfer und die Buße in seiner Ausgestaltung von der Natur der Gunas beherrscht. Selbstquälerische Askese zählt Krishna dabei zur Natur des Dämonischen.

- 18. Gesang Yoga des Entsagens. Im letzten und längsten Kapitel bietet die Bhagavad Gita eine abschließende Zusammenfassung ihrer Lehren aus den vorangegangenen Kapiteln.[34] Es gibt einen umfassenden Überblick über die Lehren der Bhagavad Gita, wobei Selbstverwirklichung, Pflicht und Hingabe an Krishna hervorgehoben werden, um Befreiung und inneren Frieden zu erlangen. Es beginnt mit der Erörterung des spirituellen Strebens durch sannyasa (Entsagung, klösterliches Leben) und des spirituellen Strebens während des Lebens in der Welt als Hausherr. Es lehrt "karma-phala-tyaga" (Entsagung von den Früchten der Handlungen) und betont den Verzicht auf die Anhaftung an die Ergebnisse der Handlungen und die Erfüllung der Pflichten mit Selbstlosigkeit und Hingabe. Arjuna fragt, was der Unterschied sei zwischen Entsagung (Sannyasa) und Werkverzicht (Tyaga). Krishna antwortet, dass der Mensch nicht auf jegliches Wirken verzichten kann. Auf Opfer, Spende und Askese soll in keinem Fall verzichtet werden. Wer auf die Früchte seines Handelns verzichtet und auf mich vertraut, von dem sagt man zu Recht, dass er ein Entsagender sei. Wer den durch Pflichterfüllung ehrt, der dieses All durchdringt und aller Wesen Urgrund ist, erringt Vollkommenheit, und wer dem Gesetz seiner Seele (Svadharma) folgt, gelangt zu mir (dem Purushottama). Arjuna sagt abschließend, dass er sich besonnen hat und nach Krishnas Worten handeln will.

## Wirkung
Diese achtzehn Kapitel des Epos haben das indische Geistesleben nachhaltig beeinflusst. Kein Text der Hinduliteratur wird heute so viel gelesen, so oft auswendig gelernt und so häufig zitiert wie diese Verse. Viele Hindus ziehen das Buch als wichtigen Ratgeber heran. Auch für Mahatma Gandhi war es von erheblicher Bedeutung, so schrieb er in der von ihm redigierten Wochenzeitung Young India:

„In der Bhagavadgîtâ finde ich einen Trost, den ich selbst in der Bergpredigt vermisse. Wenn mir manchmal die Enttäuschung ins Antlitz starrt, wenn ich verlassen, keinen Lichtstrahl erblicke, greife ich zur Bhagavadgîtâ. Dann finde ich hier und dort eine Strophe und beginne zu lächeln, inmitten aller Tragödien, und mein Leben ist voll von Tragödien gewesen. Wenn sie alle keine sichtbaren Wunden auf mir hinterlassen haben, verdanke ich dies den Lehren der Bhagavadgîtâ.“

Gandhi wollte dieses Werk noch mehr Menschen zugänglich machen. Darum verfasste er, obwohl kein Schriftgelehrter, eine Übersetzung in seine Muttersprache Gujarati und schrieb dazu eigene, knappe Kommentare. Diese Ausgabe widmete er den Armen, die wenig Geld für Bücher ausgeben können, sowie denen, die selten Zeit zum Lesen haben; nach eigenen Worten vor allem auch den Frauen, den Geschäftsleuten, den sogenannten Shudras und anderen, die keine oder nur wenig literarische Bildung besäßen.
Die Bedeutung der Bhagavad Gita erstreckt sich jedoch nicht nur auf Indien, auch für viele Nicht-Hindus gehört sie zu den großen religionsphilosophischen Dichtungen der Weltliteratur. Al Biruni, ein persischer Universalgelehrter, hat sich mit ihr um 1000 in seinem berühmten Buch über Indien, dem Kitab-al-Hind, beschäftigt. Um 1600 hat Abu 'l-Fazl ibn Mubarak, der Historiograph und Minister des indischen Großmoguls Akbar, das Werk in persische Prosa übertragen lassen. Die erste Übersetzung in eine europäische Sprache (und zugleich die erste Direktübersetzung eines Sanskrit-Textes) stammte von dem Orientalisten Charles Wilkins; seinem englischen Original folgend, erschienen Auflagen im Französischen (1787), Russischen (1788) und Deutschen (1802).
Friedrich Schlegel verglich das Sanskrit-Original mit Wilkins und fertigte 1808 für die Kapitel 1 bis 8 der Bhogovotgita die erste eigenständige Fassung in deutscher Sprache an. Sein Bruder August Wilhelm Schlegel, der Inhaber des ersten Lehrstuhls für Indologie in Deutschland an der Universität Bonn, ließ sich in Paris Buchstaben für den Satz des indischen Devanagari-Alphabets herstellen, um damit die ersten Sanskrit-Texte in Europa zu drucken. 1823 erschien Wilhelm Schlegels Bhagavad-Gita mit einer lateinischen Übersetzung. Sie fand begeisterte Aufnahme und viele zeitgenössische Gelehrte verbreiteten sie unter ihren Schülern. Wilhelm von Humboldt hielt 1825 und 1826 zwei Vorträge darüber, die in den Schriften der Berliner Akademie verlegt wurden; hinzu kam eine Schrift „Ueber die Bhagavad-Gita“ aus dem Jahr 1827. Humboldt bezeichnete die Bhagavad Gita als „das schönste, ja vielleicht das einzig wahrhafte philosophische Gedicht, das alle uns bekannten Literaturen aufzuweisen haben“. Georg Wilhelm Friedrich Hegel rezensierte seinerseits Humboldts Veröffentlichungen, mit durchaus kontroverse Auffassungen, die heute in Indien als „infame Essays“ mit kolonial-konformer Arroganz beanstandet werden. Arthur Schopenhauer zitierte die Schlegel-Übersetzung in der zweiten, erweiterten Auflage seines Hauptwerks Die Welt als Wille und Vorstellung von 1844 und in der Schrift über die „Grundlage der Moral“. Der für die Philosophen einflussreiche Sanskrit/Latein-Text von A. W. Schlegel wurde 1846 von Christian Lassen in einer Neuauflage revidiert und blieb für lange Zeit eine Referenz der Indologen.
Im deutschsprachigen Raum wurde die Bhagavad Gita in Versform zunächst auszugsweise von Johann Gottfried Herder (1792) in einer für die Frühromantik passenden, eher freien Weise nachgedichtet, die Vorlage bildete wiederum Charles Wilkins; die Verse von Friedrich Schlegel (s. o.) erhielten dagegen eine philologische Basis. Die erste vollständige Übersetzung ins Deutsche (in Versform) stammte von Carl Rudolf Samuel Peiper (1834). Weitere, bekanntere Gedicht-Fassungen wurden danach unter anderem von Robert Boxberger (1870), Franz Hartmann (1904), Leopold von Schroeder (1912) und Theodor Springmann (1920) erstellt. Unter den Prosa-Übersetzungen in der ersten Hälfte des 20. Jahrhunderts waren nach Ansichten von Indologen wie Helmuth von Glasenapp diejenigen von Richard Garbe (1905) und Paul Deussen (1906) von besonderem, da wissenschaftlichem Wert. Umstrittener war die des bedeutenden Religionswissenschaftlers und Theologen Rudolf Otto (1935), der weiterhin eine Erläuterung und seine Ansicht zu einer „Ur-Gita“ vorgelegt hatte. Mit dem Ziel „zwischen philologischer Treue und dichterischer Sprache einen Kompromiß gefunden zu haben“ ist unter den neueren, wissenschaftlich fundierten Übersetzungen insbesondere diejenige von Klaus Mylius zu nennen. 2007 erschien die revidierte Fassung von Michael von Brück, die u. a. einen kritischen Kommentar zum Kontext wie auch zur Geschichte, Auslegung und internationalen Wirkung des Werkes enthielt und eine Vielzahl von weiterführender Literatur listet. Der quantitative Unterschied zur Rezeption in der englischsprachigen (und natürlich indischen) Literatur ist evident.
Durch die Arbeiten von Tallapragada (Tiruvalum) Subba Row (auch: Rao, 1856–1890) und Annie Besant übte die Bhagavad Gita großen Einfluss auf die Theosophie aus; Besant revidierte ihre Gita-Ausgaben später auch mit Bhagavan Das und kommentierte sie selbst. Weltweit verbreitet in ca. 60 Sprachen sind heute die Übersetzungen der Bhagavad-gītā As It Is (Bhagavad-gītā, wie sie ist) des ISKCON („Hare Krishna“)-Begründers Prabhupada, der die Lehren im Lichte des monotheistischen Gaudiya Vaishnavatums betrachtet.
Das Buch wurde bedeutsam für das Denken und Handeln des Physikers Robert Oppenheimer, der ab 1933 Sanskrit lernte und es im Original las. Als wissenschaftlicher Leiter des Manhattan-Projektes war der „Vater der Atombombe“ Augenzeuge bei deren erstem, dem Trinity-Test. In diesem Zusammenhang wurde sein Zitieren des „Now I am become Death, the destroyer of worlds“ (in Anlehnung an Kap. 11.32) bekannt.
Zu den deutschen Schriftstellern, die sich mehrfach auf die indische Geisteswelt bezogen, gehörte Hermann Hesse. „Zusammen mit der Gedankenwelt Schopenhauers, die mir in jenen Jahren wichtig geworden war, haben diese altindischen Weisheiten und Denkarten einige Jahre lang mein Denken und Leben stark beeinflusst.“ Die Bhagavad Gita hatte er zunächst (1905) mittels der Übersetzung von Franz Hartmann kennengelernt, 1912 rezensierte er die Ausgabe Leopold (von) Schroeders. Im September 1914 entstand Hesses Gedicht „Bhagavad Gita“, das sich gegen die weitverbreitete Begeisterung zum Beginn des Ersten Weltkrieges wandte und zuerst im Januar 1915 in der Zeitschrift Simplicissimus veröffentlicht wurde.
In der dem Leben Gandhis gewidmeten, 1980 uraufgeführten und 1983 verfilmten Oper Satyagraha von Philip Glass wird im Sanskrit-Libretto eine Auswahl von Zitaten adaptiert. 1999 erschien ein weiteres Werk des Komponisten, welches, der „Weisheit der Welt“ gewidmet, wiederum Sprüche aus der Bhagavad Gita verwendete: die Fünfte Symphonie „Requiem, Bardo, Nirmanakaya“.
Eine unter der Regie von G. V. Iyer (1917–2003) in Indien entstandene Verfilmung gewann dort bei den 40. National Film Awards den Golden Lotus Award als bester Film des Jahres 1992.
Der amerikanische Schriftsteller Steven Pressfield schrieb basierend auf Motiven der Bhagavad Gita den Roman Die Legende von Bagger Vance, der im Jahr 2000 mit Will Smith, Matt Damon und Charlize Theron unter der Regie von Robert Redford verfilmt wurde.
Der Indologe Johannes Mehlig schätzte ein: „Die in ihrer volkstümlichen Beliebtheit unübertroffene Bhagavadgita erweist sich bei kritischer philologischer Überprüfung und Distanz als ein Sammelbecken unterschiedlichster philosophischer Lehren und religiöser Anschauungen. Vielleicht hat gerade dieser Umstand zu ihrer überragenden Popularität geführt.“
Im April 2025 wurde die Manuskriptsammlung der Bhagavad Gita als ein zentraler Text in der kontinuierlichen und kumulativen, altindischen intellektuellen Tradition mit ihren verschiedenen Denkbewegungen in das UNESCO-Weltdokumentenerbe aufgenommen.

## Kommentare
In Asien gehören die Auslegungen üblicherweise zu einer spirituellen Tradition oder Schule und bestimmten Gurulinie, die jede für sich beanspruchen, am zuverlässigsten den Sinn des Originaltextes wiederzugeben. Die verschiedenen Übersetzer und Kommentatoren haben bisweilen auch weit voneinander abweichende Ansichten über die Bedeutung bestimmter Sanskritwörter und Ausdrücke. Dies führt dazu, dass Interpretationen ganzer Abschnitte in den Literaturwissenschaften des Westens oft mit den traditionellen Ansichten nicht übereinstimmen.
Denn, so Heinrich Zimmer: „In den großartigen Paradoxen der epochemachenden [Bhagavad] Gītā geschah es, daß sich das nicht-brahmanische, vorarische Denken des ursprünglichen Indien zu einem fruchtbaren harmonischen Zusammenklang mit den vedischen Ideen der arischen Eroberer verband. In den achtzehn kurzen Kapiteln wird ein kaleidoskopisches Ineinanderwirken der zwei Traditionen entfaltet, die sich etwa ein Jahrtausend lang um die Beherrschung und Lenkung der indischen Seele gestritten hatten.“ Eine „geniale Leistung“, weil sie „alle wesentlichen Schulen des gesamten religiösen Erbes von Indien nebeneinanderstellt und koordiniert.“ Laut Mylius findet sich in ihr „Theismus, Asketik, Dualismus, Yoga, Pantheismus und auch ein begrenzter, pragmatischer Materialismus“; in auffälliger Weise wird auf der einen Seite die „sich nach Erlösung sehnende Asketenmoral“ und auf der anderen die „Moral des aktiven Handelns“ betont.
Der älteste und zugleich einflussreichste Kommentar des Mittelalters stammt von Shankara, dem bedeutendsten Philosophen der Vedanta-Schule des Advaita-Vedanta (Nicht-Dualität). Nach ihm weisen auch die Lehren der Bhagavad Gita auf die Erkenntnis einer sich als pure Erscheinung (Maya) manifestierenden, differenzierten Wirklichkeit sinnlicher und gedanklicher Erfahrung. Anderer Ansicht ist dagegen Ramanuja, ein Schüler Yamunacharyas, der im elften Jahrhundert lebte und lehrte, dass die erfahrbare Welt keine Täuschung oder Illusion, sondern in all ihrer Vielfalt real ist, diese Realität gleichwohl aber vom Allerhöchsten abhänge. Folgerichtig wird daher von Ramanuja der Weg der Hingabe (Bhakti-Yoga) als die wichtigste Botschaft der Bhagavad Gita bezeichnet. Auch von Madhva (1199–1278), dem Begründer der Schule der Zweiheit (Dvaita-Vedanta), gibt es einen ausführlichen Kommentar zur Bhagavad Gita.
Bis zum Ende des 19. Jahrhunderts war die Kenntnis der Gita hauptsächlich auf klassisch gebildete oder akademische Kreise (bzw. Kasten) beschränkt, sowohl im Westen als auch in Indien selbst. Die internationale Aufmerksamkeit ist untrennbar verbunden mit den Vorträgen des Patrioten, Hinduismus- und Sozial-Reformers Vivekananda, die er zunächst 1893 beim „Parlament der Religionen“ in Chicago und später in weiteren Städten Nordamerikas und Europas hielt. Sie führten, auch in Verbindung mit den Aktivitäten der Theosophischen Gesellschaft, zu einer Renaissance in Indien, so dass führende Persönlichkeiten der indischen Unabhängigkeitsbewegung die Bhagavad Gita studierten und bemerkenswerte Kommentare verfassten. Hierzu gehörten, mit durchaus divergierenden Ansichten bei einem gemeinsamen Ziel, nämlich mittels Karma-Yoga Widerstand gegen die englische Besatzung zu leisten: Bal Gangadhar Tilak (während seiner Zeit im Gefängnis 1910/11), der damals Gewalt akzeptierende Sri Aurobindo und der Gewaltlosigkeit praktizierende Mahatma Gandhi.
Während die Arbeiten Tilaks zur Gita im deutschsprachigen Raum kaum breitere Beachtung fanden, wurde Sri Aurobindo Ghose hauptsächlich durch seine späteren Werke zur Philosophie und Praxis des „Integralen Yoga“ (auch in Verbindung mit seinem Ashram) bekannt. Aurobindo hatte sich schon um 1902 intensiv mit der Bhagavad Gita beschäftigt und ihre ersten sechs Kapitel ins Englische übersetzt. Als er aufgrund seiner Verbindungen zum militanten indischen Nationalismus ein Jahr in Isolationshaft verbringen musste, offenbarte sich ihm 1909 (mit Bezug auf Kap. 3.35) eine politische Leitlinie: „Das 19. Jahrhundert in Indien war nachahmend, selbstvergessen, künstlich. Es strebte nach einer erfolgreichen Reproduktion Europas in Indien und vergaß dabei den tiefen Ausspruch der Gita: »Es ist besser, das eigene Gesetz eher unvollkommen als einen fremden dharma gut zu erfüllen; der Tod im eigenen dharma ist besser, es ist eine gefährliche Sache, dem Gesetz der Natur eines anderen zu folgen.«“ „Wir glauben, daß der Yoga der Gita eine große Rolle bei der Erhebung der Nation spielen wird, und diese Einstellung ist die erste Bedingung des Yoga der Gita.“ Die Gita sei das wichtigste nationale Erbe, die Hoffnung auf die Zukunft, die große Kraft zur Reinigung der moralischen Schwäche, die das indische Volk beflecke und behindere. Und er zitierte damals wiederholt Krishna: „Remember me and fight!“
M. K. Gandhi, der auch dem Christentum, Islam, Jainismus und anderen Religionen gegenüber offen war, hatte das Buch während seines Studiums in England durch Empfehlungen zweier Theosophen kennengelernt – zunächst nur in der englischen Fassung von Edwin Arnold. Er las dann ab 1908 während seiner Gefängnisaufenthalte regelmäßig das „spiritual dictionary“, verschickte Briefe bzw. „discourses“ zu ihren Themen und begann 1923 im Gefängnis von Yervada (Maharashtra) die Arbeiten zu einer eigenen Übersetzung ins muttersprachliche Gujarati. Nachdem er allein 1926 im Satyagraha Ashram, Sabarmati bei Ahmedabad, 218 Vorträge zu ihren Themen in Gujarati gehalten hatte, erschien 1930 seine Bhagavad Gita. Durch seinen Sekretär Mahadev Desai wurden The Gospel of selfless action or Bhagavad Gita according to Gandhi und The Message of the Gita zur Veröffentlichung gebracht; mit der Edition, die Y. P. Anand 2009 vorlegte, sind inzwischen auf fast 1 000 Seiten Gandhis Schriften zur „Mother Gita“ erfasst und erläutert worden. „Die Gita ist eine Allegorie. Das Schlachtfeld ist die menschliche Seele, wo Arjuna, der die höheren Impulse darstellt, gegen das Böse kämpft.“ Krishna ist „der Bewohner des Innern, der immer leise zu einem reinen Herzen spricht … In der Erscheinung des physischen Kampfes beschrieb die Gita den ewig dauernden Widerstreit in den Herzen der Menschheit … Der physische Kampf diente nur dazu, die Beschreibung des inneren Widerstreites anschaulicher zu machen.“ (Gandhi)
Der Religionsphilosoph, Neohinduist und spätere Präsident der Republik Indien Sarvepalli Radhakrishnan verortete seine Metaphysik innerhalb der Advaita-Vedanta-Tradition. Wissenschaftlich ambitioniert, fand er erstmals 1911 internationale Beachtung, mit einem Artikel über The Ethics of the Bhagavadgita and Kant. Sein Hauptwerk zur Bhagavad Gita erschien 1948, darin schrieb er: „Besteht das Universum aus tätigen, wählenden Einzelwesen, die wohl beeinflußt, aber nicht beherrscht werden können – denn Gott ist kein Diktator –, so ist eine Auseinandersetzung unvermeidlich. [...] Wenn es aber ein tatkräftiges Wollen dieser Ideale der Wahrheit, Schönheit und Güte geben soll, sind ihre Gegensätze – Irrtum, Häßlichkeit und Böses – nicht bloß abstrakte Möglichkeiten, sondern tatsächliche Tendenzen, denen wir zu widerstehen haben. Für die Gītā ist die Welt die Szene eines dramatischen Kampfes zwischen Gut und Böse, an dem Gott innigen Anteil nimmt.“ Wenig dogmatisch, bot Radhakrishnan hier beide Interpretationen des Wesens von Krishna an, die ähnlich erscheinen und doch verschieden sind. Im Sinne der Upanishaden und des Rigveda: „Der avatāra ist eine Veranschaulichung der geistigen Quellen und der verborgenen Göttlichkeit des Menschen.“ Theistisch gesehen sei Krishna dagegen „die menschliche Verkörperung Viṣṇus. Er ist der höchste Gott, welcher vor der Welt so erscheint, als wäre er geboren und verkörpert.“ Und er kommentierte zum Karma-Yoga: „Der Weltmensch verliert sich in die verschiedensten weltlichen Beschäftigungen. Er wirft sich in die veränderliche Welt (ksara), während sich der Quietist in die Stille des Absoluten (aksara) zurückzieht. Der Idealmensch der Gītā erhebt sich jedoch über diese beiden Extreme und wirkt wie Purushottama, der höchste Gott, der, ohne in sie verstrickt zu werden, alle irdischen Möglichkeiten miteinander versöhnt. Er ist ein Täter der Werke, der doch kein Täter ist, karta akarta.“
Paramahansa Yogananda, Begründer der Self-Realization Fellowship und u. a. Verfasser der Autobiografie eines Yogi, suchte nach Gemeinsamkeiten mit dem Christentum und betonte in seinem umfangreichen Kommentar den Aspekt des Raja-Yoga, speziell des Kriya-Yoga. „Das Universale Christusbewusstsein – oder Kutastha-Chaitanya, das Universale Krishnabewusstsein – ist »der eingeborenen Sohn« oder die einzige unverzerrte Widerspiegelung Gottes, die jedes Atom und jedes Stäubchen des unermesslichen manifestierten Kosmos durchdringt.“ „Die Weisheit der Gita ist nichts für trockene Intellektuelle, die mit ihren Aussprüchen nur mentale Gymnastik treiben, um die Dogmatiker zu unterhalten. Sie zeigt dagegen den in der Welt lebenden Menschen – ob sie einer Familie vorstehen oder Entsagende sind –, wie sie ein ausgeglichenes Leben führen können, in das Gott mit einbezogen wird: indem sie die stufenweise aufgebauten Yoga-Methoden üben.“ „Der echte Weg des Kriya-Yoga (Beherrschung der Lebenskraft) ist kein Nebenweg. Er ist die direkte Schnellstraße, die kürzeste Route, die zu göttlicher Verwirklichung führt.“
„Bhakti-yoga ist der direkteste Weg und gleichzeitig das einfachste Mittel, um die Gemeinschaft Gottes zu erlangen.“ – A. C. Bhaktivedanta Prabhupada, 1966 in New York Gründer der Internationalen Gesellschaft für Krishna-Bewusstsein (ISKCON), erklärte die nach seiner Ansicht mehrere Millionen Jahre alte Bhagavad Gita aus der Perspektive der Gaudiya-Vaishnava-Schule, einer vishnuitischen Lehre, welche die Verehrung des göttlichen Paares Radha und Krishna zu einem zentralen Bestandteil macht, Krishnas Worten folgend: „Aber die liebend mich verehren, / die sind in mir; in denen bin auch ich.“ (Kap. 9.29, Übers.: K. Mylius). Auch in der Öffentlichkeit wird das Singen und Rezitieren ihrer Namen (Kirtan) vollzogen, zumeist bekannt durch das Chanten des Hare-Krishna-Mantras. Prabhupada brachte damit das in Amerika und Europa kaum bekannte Bhakti-Yoga dort ins Bewusstsein und sogar in die Gegen- und Popkultur. Sich selbst sah er in der direkten spirituellen und historischen Meister-Schüler-Nachfolge von Krishna, Krishna wiederum als „die Höchste Absolute Wahrheit, die Persönlichkeit Gottes“. Dementsprechend lehnte er anderslautende Meinungen als letztendlich sinnlos oder aber von vornherein falsch und schädlich ab: „Vor meiner Ausgabe der Bhagavad-gītā wie sie ist wurden fast alle englischen Übersetzungen der Bhagavad-gītā nur mit dem Ziel veröffentlicht, jemandes persönlichen Ehrgeiz zu befriedigen. […] Wenn die sogenannten Gelehrten, Politiker, Philosophen und svāmīs, die kein vollkommenes Wissen über Kṛṣṇa besitzen, Kommentare zur Bhagavad-gītā schreiben, versuchen sie im allgemeinen, Kṛṣṇa zu verdrängen oder Ihn zu töten.“ Positive Ausnahmen davon oder aber nicht selbst übersetzte Quellen (Upanishaden etc.) nennt er in seinem Werk nicht, sondern warnt: „Unglücklicherweise haben weltliche Besserwisser die Bhagavad-gītā dazu mißbraucht, ihre dämonischen Neigungen zu propagieren und die Menschen davon abzuhalten, die einfachen Grundsätze des Lebens richtig zu verstehen.“

## Kritik
Im 4. Kapitel wird das indische Klassensystem (Varna) als quasi „gottgegeben“ bezeichnet: „Die Einrichtung der vier Stände [Klassen] wurde von mir [Krishna] geschaffen, sie nach Eigenschaften und Beschäftigung unterscheidend.“ (Kap. 4.13, Übers.: K. Mylius) Dies wird in Kapitel 18.41–45 für die vier Stufen noch weiter untersetzt, z. B. mit „Der S h u d r a aber dient als Knecht, / Weil die Natur ihn so erschuf. [...] Wer treu sich dem Berufe weiht, / Erlangt einst die Vollkommenheit [...]“ (Kap. 18.44–45, Übers.: Boxberger/v. Glasenapp). Krishna definiert in Kap. 9.32 sogar diejenigen, die prinzipiell „aus schlechtem Schoß stammen“, nämlich „Frauen, Vaiśyas und Śūdras“ (Übers.: K. Mylius). Ein diesseitiger sozialer Aufstieg war nicht vorgesehen. Während beispielsweise B. G. Tilak dies als Karma-gemäß verteidigte, lehnte Vivekananda mit Bezug auf Kap. 13.27–28 die daraus resultierende Nichtgleichberechtigung von Menschen ab. Radhakrishnan, ohne das Kastenwesen prinzipiell in Frage zu stellen: „Es geht vielmehr darum, daß allen Menschen die gleichen Möglichkeiten geboten werden, um ihre jeweiligen Anlagen fruchtbringend verwerten zu können.“ „Die Menschen unterscheiden sich nach ihren Fähigkeiten, sind aber alle für die Gesellschaft in gleicher Weise notwendig, und ihr Beitrag, der aus verschiedenen gesellschaftlichen Stufen kommt, ist von gleichem Werte.“ Deutlich weiter ging Prabhupada: „Man soll nicht die Pflicht eines anderen imitieren. Wenn sich jemand von Natur aus zu śūdra-Arbeit hingezogen fühlt, sollte er sich nicht künstlich als brāhmaṇa ausgeben, selbst wenn er in einer brāhmaṇa-Familie geboren wurde.“ Aurobindo war der Meinung, dass die Funktionen eines Menschen generell durch seine natürliche Wendung, seine Gaben und Fähigkeiten bestimmt werden sollten, womit den Individuen eine freie Entfaltung zustehe, was sogleich dem Wohle der Gesellschaft diene.
Die berühmtesten Dharma- bzw. Varna-„Aussteiger“ der indischen Geschichte wurden die Kshatriya-Prinzen Vardhamana (Mahavira) und Siddhartha Gautama, die Begründer des Jainismus und Buddhismus. Die Ideen dieser beiden Bewegungen definierten die gesellschaftlichen Rollen (auch der Frauen) neu und brachten demokratische Reformen mit sich, die speziell mit der Förderung des Buddhismus durch Ashoka im 3. Jahrhundert v. Chr. zu einem deutlichen geistigen und wirtschaftlichen Aufschwung führten. Diese Lehren, die zudem Gewaltlosigkeit (Ahimsa) in Wort und Tat und Gedanken gegenüber allen Lebewesen zum ethischen Grundprinzip erhoben, widersprachen in vielen Aspekten dem bisherigen Gesellschaftssystem. Sozialkritische Autoren wie Prem Nath Bazaz (1905–1984) sehen in der Bhagavad Gita, deren Entstehung zeitlich in diese Epoche einzuordnen ist, deshalb eine Art von literarischer „Konterrevolution“, die die althergebrachte Funktionen der Brahmanen und hier konkret der Kshatriyas (diese auch in der Position den Brahmanen gegenüber) erneut stärken sollte – mit Krishna als dem „großen Apostel des Neo-Brahmanismus“.
Viele divergierende Ansichten und Kritiken beziehen sich auf das 2. Kapitel (Verse 11–38 bzw. 19ff., auch in Verbindung mit Kapitel 18). So warnt z. B. Klaus Mylius vor gezielten Auslegungen einer „ewig bestehenden Seele“: „Zerstört werden können nur Körper; die Seele aber wechselt den Körper wie dieser die Kleider (2.22). Man erkennt die Gefährlichkeit der Konsequenzen dieser dualistischen Lehre. Mit ihrer Annahme hat man einen Rechtfertigungsgrund für jegliche Gewalttat: Der Seele geschieht ja nichts Schlimmes, wenn der prinzipiell von ihr verschiedene Körper tötet oder getötet wird.“ Dies schließt letztlich vorgeblich „gerechte Kriege“ von Despoten (oder – wie eben im Mahābhārata – von konkurrierenden Herrschaftsanwärtern) und ihren Soldaten einerseits sowie individuellen Terror (etwa wie in der indischen Befreiungsbewegung des 20. Jh.) andererseits ein. Passagen, in denen es heißt, wenn man nur selbstlos alle diese Wesen getötet habe, töte man nicht und werde nicht von Schuld gefesselt (Kap. 18.17), charakterisiert Mylius als „verderbliche Lehre“.
So heißt es z. B. im „christlichen Kommentar“ von Bede Griffiths zum Kapitel 2: „… der Vers der Gita … bedeutet, daß man in Wirklichkeit gar nicht eine Person töten kann, wenn man sie tötet. Man tötet nur den Körper und befreit ihn damit.“ Für Gandhi war eine solche verallgemeinernde Interpretation nicht akzeptabel: „Da wir alle Teile des vollkommenen Gottes sind, wie könnten und warum sollten wir töten?“ Er nahm hiervon jedoch die mythische Kshatriya-„Pflicht“ Arjunas aus; der ideale, hohe Moralkodex der Kriegeraristokratie bedeutete, Unschuldige, Wehrlose und Zivilpersonen vom Kampf zu verschonen und statt dessen deren Beschützer zu sein. Krishna fährt in der Gita fort: „Entweder wirst du, getötet, den Himmel erlangen, / oder du wirst, überlebend, die Erde beherrschen.“ (Kap. 2.37, Übers.: Mylius). 1939 sah P. Narasimham dies als „doctrine of murder“, bei dem die körperliche Existenz nur noch „food for a warrior's sword“ wäre. So hatte sich zum Beispiel B. G. Tilak, der populärste (dabei militante) indische Nationalist vor Gandhi, geäußert, dass die Bhagavad Gita es sogar erlaube, die eigenen Lehrer und Verwandten zu töten, man könne das Strafgesetz verlassen und schuldlos bleiben, wenn man dies nur ohne das persönliche Verlangen auf „die Früchte des Erfolges“ tue. Dies findet seine Parallelen in Kapitel 18, wo Krishna spricht:

„Wer unbefleckt von Selbstsucht ist,

Sein Selbst nicht für den Täter hält,

Der tötet nicht, wenn er erschlägt;

Nichts bindet ihn an diese Welt.

[...]

Gib des Gesetzes Bräuche auf,

Vertraue nur auf mich allein,

Sei unbesorgt, ich werde dich

Von aller Sünden Schuld befrein.“

Jakob Wilhelm Hauer, der 1933 die Deutsche Glaubensbewegung gegründet hatte, stellte 1934 die Bhagavad Gita in den Kontext eines deutsch-nationalen „arischen“ Erwachens und sah die Gita als eine „indo-arische Metaphysik des Kampfes und der Tat“, zentrale Themen seien Kriegerehre und -pflicht im Zusammenhang mit „Blut und Sippe“, grundlegende Eigenschaften eines „indo-germanischen Seelentums“; entsprechend widmete er sein Buch „dem kämpfenden Geschlechte“. Und laut Agehananda Bharati (alias Leopold Fischer, 1923–1991) glaubten damals einige Hindus, die Kriegswaffen der Wehrmacht seien nach „Rezepten“ aus den Veden entstanden und Hitler selbst sei eine „visuelle Verkörperung der arischen Staatsform“, ein Avatar oder zumindest ein Mahatma. Das ganze Buch sei eine reine Anstiftung zum Kampf, so Amal Kumar Roy, damit ließe sich jede Untat rechtfertigen. Tatsächlich beriefen sich auch die Mitglieder der Hindutva-Bewegung Nathuram Godse und Narayan Apte bei ihrem Mord an Gandhi auf ihre Pflicht gemäß der Bhagavad Gita, nämlich um mit diesem Attentat Leid von den Hindus bei der Teilung Indiens abzuwehren.
Albert Schweitzer kam in seinem 1934 geschriebenen Werk über Die Weltanschauung der indischen Denker zu einer sehr kritischen Einschätzung der ethischen Wertvorstellungen in der Bhagavad Gita. Ein allgemeines Problem der klassischen indischen Philosophie war für ihn das Fehlen von realem Mitleid, da es immer nur um die Selbstvervollkommnung im Sinne der eigenen Reinheit ginge. Dies fand er auch in der Gita bestätigt, deren Ethik er mit einem rauchenden Feuer verglich, aus dem keine Flamme schlägt. Sein knappes, aber deutliches Resümee in Kapitel XIII:

„Die Bhagavad-Gītā hat einen Sphinx-Charakter.

Weil sich in ihr so wunderbare Sätze von der innerlichen Losgelöstheit von der Welt, von der haßlosen und gütigen Gesinnung und von der liebenden Hingebung an Gott finden, pflegt man das Nicht-Ethische, das sie enthält, zu übersehen. Sie ist nicht nur das meistgelesene, sondern auch das meist idealisierte Buch der Weltliteratur.“